# Takahiro Endō
Takahiro Endō (jap. 遠藤 孝弘, Endō Takahiro; * 7. Juli 1968 in der Präfektur Shizuoka) ist ein ehemaliger japanischer Fußballspieler.

## Karriere
Endō erlernte das Fußballspielen in der Schulmannschaft der Shizuoka Gakuen High School. Seinen ersten Vertrag unterschrieb er 1987 bei Chuo Bohan (heute: Avispa Fukuoka). 1995 wurde er mit dem Verein Meister der Japan Football League und stieg in die J1 League auf. 1997 wechselte er zum Zweitligisten Sagawa Express Tokyo. Ende 1997 beendete er seine Karriere als Fußballspieler.